# کورکویو (اوجیلر)
کورکویو (به ترکی استانبولی: Körkuyu) یک منطقهٔ مسکونی در ترکیه است که در اوجیلر واقع شده‌است.